# (4215) Kamo
(4215) Kamo est un astéroïde de la ceinture principale.

## Description
(4215) Kamo est un astéroïde de la ceinture principale. Il fut découvert le 14 novembre 1987 à Kushiro par Seiji Ueda et Hiroshi Kaneda. Il présente une orbite caractérisée par un demi-grand axe de 2,42 UA, une excentricité de 0,06 et une inclinaison de 5,8° par rapport à l'écliptique.

## Compléments